# Cecil
Cecil je mužské i ženské křestní jméno latinského původu. Vykládá se jako „krátkozraký/á, slepý/á“. Podle jiné verze je velšského původu podle jména Seisyllt (z latinského jména Sextilius). Podle českého kalendáře má svátek 22. listopadu. Dívčí forma tohoto jména je Cecílie.
Caecilius bylo také římské rodové jméno. Zvláště v zemích s anglickým jazykem může být Cecil i příjmením.

## Křestní jméno v různých jazycích
- Slovensky, maďarsky: Cecilián
- Anglicky, dánsky: Cecil
- Polsky: Cecyliusz
- Francouzsky: Cécile nebo Cécille
- Italsky, španělsky: Cecilio
- Japonsky: セシル (Seshiru)
- Čínsky: 塞西尔 (Saixier)

## Známí nositelé křestního jména
- Cecil von Renthe-Fink (1885–1964) – německý diplomat
- Arthur Cecil Pigou (1877–1959) – anglický ekonom, žák a nástupce Alfreda Marshalla
- Cecil Gant (1913–1951) – americký zpěvák
- Cecil Payne (1922–2007) – americký saxofonista
- Cecil Taylor (1929–2018) – americký hudebník
- Cecil Womack (1947–2013) – americký zpěvák
- Cecil Mamiit (* 1976) – americký tenista
- Svatá Cecilie (†230) – křesťanská mučednice
- Cecilia Bartoli (*1966) –  italská koloraturní sopranistka)

## Známí nositelé příjmení
- William Cecil, 1. baron Burghley – anglický státník v 17. století